# Шаррье, Марк-Антуан
Марк Антуан Шаррье (фр. Marc-Antoine Charrier; 25 июля 1755, Насбиналь — 15 июля 1793, Родез) — французский политический деятель и юрист, королевский нотариус, казнённый во время революции на гильотине. В период Великой Французской революции был депутатом генеральных штатов от третьего сословия Жеводана и получил известность своим противодействием революционерам, поднявшим восстание в Жеводане.

## Биография
Марк Антуан Шаррье родился в семье адвоката, сам также получил юридическое образование. Впоследствии стал королевским нотариусом в родной деревне Насбиналь в Обрак. В 1789 году был избран в генеральные штаты от третьего сословия, представлял сенешальство Манд. Имел репутацию набожного католика, был верен к монархии и выступал против идей Просвещения. В учредительном собрании он примкнул к правой, но в дебатах не принимал участия. С 1791 года находился в сношениях с агентами эмигрировавших принцев.
В феврале 1792 года после постепенного начала террора под угрозой расправы оказалось множество роялистов, в том числе и Марк Антуан Шаррье. В мае 1792 года аббат Клод Алье, роялист из Манда, провёл операцию в Ардеше по освобождению графа Саяна, однако потерпел неудачу и граф был казнён. После этого аббат Алье попросил Марка Антуана Шаррье помочь ему организовать роялистское восстание в Лозерском департаменте. Последний, приняв звание «генерала христианской армии юга Франции», призвал бойцов и поднял мятеж в Жеводане против революционеров.
Атака роялистов началась в ночь с 25 на 26 мая 1793 года в Рьетор-д’Обрак: с более чем 1500 бойцами (по некоторым данным, у него было более 8000 человек) Шаррье двинулся на город Марвежоль, который сдался без сопротивления. На следующий день, 27 мая, он выступил к Манду. Жители города с радостью приняли воинов Шаррье, однако республиканские войска из ряда департаментов, в том числе Аверона, также двинулись к городу. 30 мая Шаррье тогда направляется к Шанаку, где находилась летняя резиденция епископа. Замок находился под контролем республиканцев-аверонцев, но был взят войсками Шаррье после жестокого боя. Это стало его очередной победой, но, будучи информирован о скором подходе свежих республиканских войск, численностью в 3000 человек, он решил отступить. Распустив своих людей и бросив амуницию, Марк Антуан Шаррье укрылся на ферме около Насбиналя в Обраке.
Преданный крестьянами, он был захвачен в плен вместе со своей женой и слугой жандармами Аверона 4 июня 1793 года. После этого его доставили в Родез, где казнили на гильотине 17 июля 1793 года в возрасте 38 лет. Его жену оставили в живых и отпустили в Сен-Жорж-де-Люзансон. 